# Aède

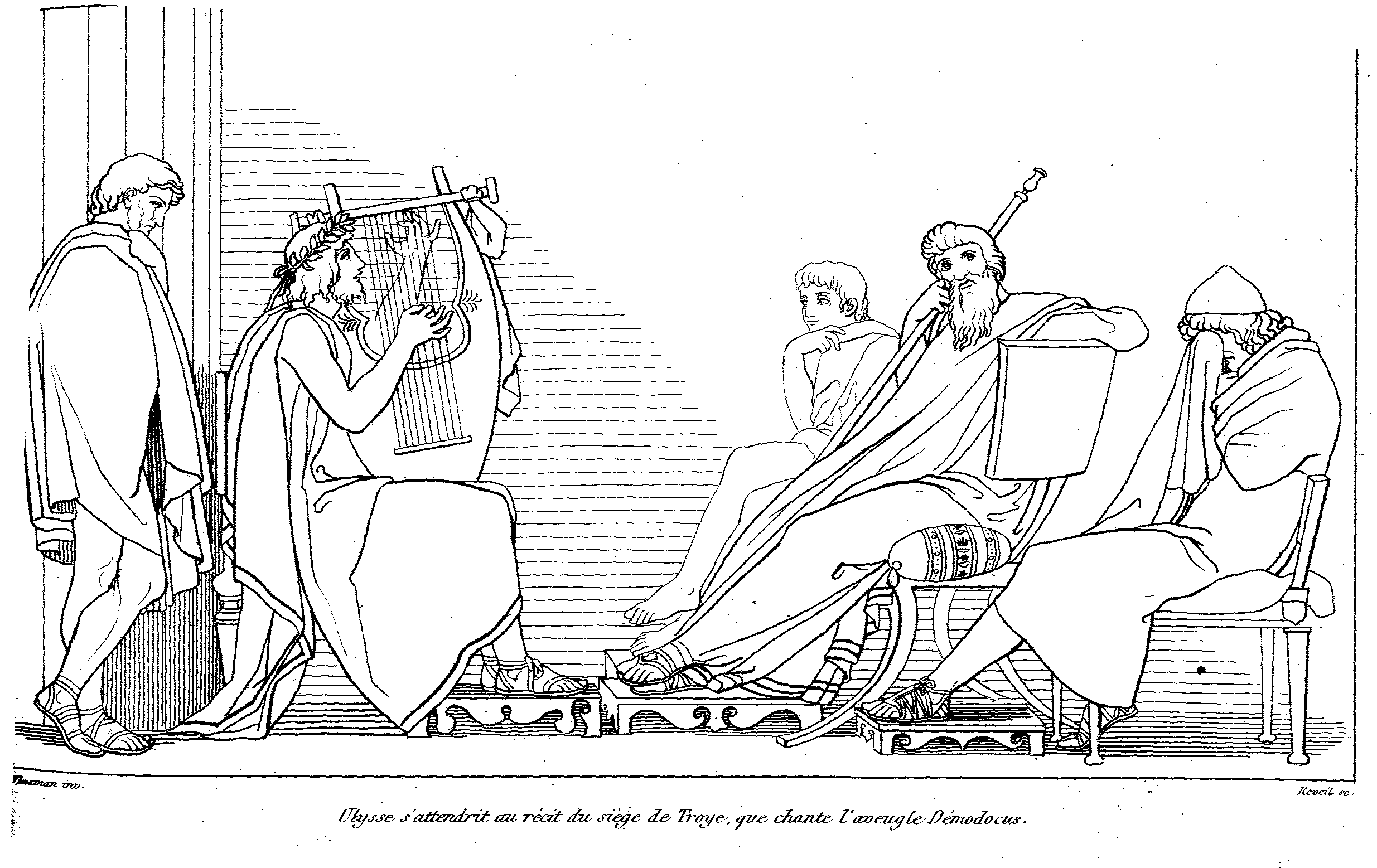
Un épisode de l’Odyssée : le chant de l'aède Démodocos.

Un aède (en grec ancien ἀοιδός / aoidós, du verbe ᾄδω / áidô, « chanter ») est, en Grèce antique, un artiste qui chante des épopées en s'accompagnant d'un instrument de musique, la phorminx, s'apparentant à la cithare. Il se distingue du rhapsode, plus tardif, en ce qu'il compose ses propres œuvres. De ce fait, il est l'équivalent d'un barde celte ou encore des troubadours et des trouvères de la France médiévale, des Minnesänger germaniques, etc. 
Le plus célèbre des aèdes est Homère. L’Odyssée en présente également deux figures : le plus connu, Démodocos, qui chante à la cour d'Alcinoos, mais aussi Phémios, aède de la cour d'Ithaque. Enfin, une autre figure d'aède, dans la mythologie, est Orphée. Ces trois personnages nous renseignent sur le métier d'aède : le barde chante devant une assemblée d'aristocrates réunis en banquet. Il puise parmi une large collection de thèmes bien connus, comme la guerre de Troie. Il choisit un épisode lui-même, mais le public lui réclame souvent tel ou tel thème favori. Souvent, il commence son chant par un proême, c'est-à-dire un chant court servant de prélude à l'épopée principale. Les Hymnes homériques constituent une collection de tels proêmes.